# Random Structures and Algorithms
Random Structures and Algorithms est une revue scientifique évaluée par les pairs en mathématiques, publiée par John Wiley & Sons (maintenant Wiley-Blackwell). Ses rédacteurs en chef sont Michal Karonski, Noga Alon, Andrzej Ruciński. Le journal couvre les champs des structures aléatoires discrètes et leurs applications à des problèmes combinatoires et algorithmiques. 

## Description
La revue est créée en 1990. Elle publie des articles originaux concernant les graphes aléatoires, les hypergraphes, les matroïdes, les arbres, les permutations, les matrices, les ensembles et les ordres, ainsi que les processus et les réseaux de graphes stochastiques surtout s'ils sont présentés en mettant particulièrement l'accent sur l'utilisation des méthodes probabilistes en combinatoire, telles que développées par Paul Erdős. La revue publie surtout sur le thème des algorithmes probabilistes, l'analyse du cas moyen des algorithmes déterministes et les applications des méthodes probabilistes à la cryptographie, aux structures de données, à la fouille et au tri. La revue fait également une place à des domaines de la théorie des probabilités tels que la percolation, les marches aléatoires et les aspects combinatoires des probabilités.
Le journal publie deux volumes annuels de quatre numéros chacun. À titre d'exemple, les volumes 54 et 55 de 2019 ont respectivement 800 et 1000 pages. 

## Résumés et indexation
Le journal est recensé et indexé dans:
- ACM Guide to Computing Literature
- Compendex
- CompuMath Citation Index (en)
- Current Contents/Physical, Chemical & Earth Sciences[3]
- Current Index to Statistics (en)
- EBSCO databases
- Inspec[4]
- Journal Citation Reports
- MathSciNet
- ProQuest databases (en)
- Science Citation Index[3]
- Scopus[5]
- DBLP
- Web of Science
- Zentralblatt MATH[6].

Depuis 2009, il a été classé par le SCImago Journal Rank dans le premier quartile des journaux dans le domaine des mathématiques appliquées. Son facteur d'impact SJR est 1,47 pour 2018.